# Strade Bianche 2024
Strade Bianche 2024 a fost ediția a 18-a a cursei clasice de ciclism Strade Bianche, cursă de o zi. S-a desfășurat pe data de 2 martie 2024 și face parte din calendarul UCI World Tour 2024. Cursa a fost câștigată de Tadej Pogačar după ce a evadata cu 81 de kilometri înainte de final.

## Echipe participante
Întrucât Strade Bianche este un eveniment din cadrul Circuitului mondial UCI 2024, toate cele 18 echipe UCI au fost invitate automat și obligate să aibă o echipă în cursă. Șapte echipe profesioniste continentale au primit wildcard.

### Echipe UCI World
| - Alpecin–Deceuninck - Arkéa–B&B Hotels - Astana Qazaqstan Team - Team Bahrain Victorious - Bora–Hansgrohe - Cofidis - Decathlon–AG2R La Mondiale - DSM–Firmenich PostNL - EF Education–EasyPost | - Groupama–FDJ - Ineos Grenadiers - Intermarché–Wanty - Lidl–Trek - Movistar Team - Soudal–Quick-Step - Team Jayco–AlUla - Visma–Lease a Bike - UAE Team Emirates |  |

### Echipe continentale profesioniste UCI
| - Corratec–Vini Fantini - Israel–Premier Tech - Lotto–Dstny - Polti Kometa | - Q36.5 Pro Cycling Team - Tudor Pro Cycling Team - Uno-X Mobility |  |

## Rezultate
| \| Clasament general \| Clasament general \| Clasament general \| Clasament general \| Clasament general \| \| Ciclist \| Ciclist \| Echipă \| Timp \| \| \| ----------------- \| ------------------ \| -------------------------- \| ----------------- \| ----------------- \| \| 1. \| Tadej Pogačar \| UAE Team Emirates \| 5h 19' 45" \| \| \| 2. \| Toms Skujiņš \| Lidl-Trek \| + 2' 44" \| \| \| 3. \| Maxim Van Gils \| Lotto Dstny \| + 2' 47" \| \| \| 4. \| Thomas Pidcock \| Ineos Grenadiers \| + 3' 50" \| \| \| 5. \| Matej Mohorič \| Bahrain Victorious \| + 4' 26" \| \| \| 6. \| Benoît Cosnefroy \| Decathlon-AG2R La Mondiale \| + 4' 39" \| \| \| 7. \| Davide Formolo \| Movistar Team \| + 4' 41" \| \| \| 8. \| Lenny Martinez \| Groupama-FDJ \| + 4' 48" \| \| \| 9. \| Filippo Zana \| Team Jayco AlUla \| + 4' 49" \| \| \| 10. \| Christophe Laporte \| Team Visma \\| Lease a Bike \| + 5' 17" \| \| |                    |                            |            |
| |                    |                            |            |
| Source: ProCyclingStats |                    |                            |            |
| Clasament general |                    |                            |            |
| Ciclist | Ciclist            | Echipă                     | Timp       |
| 1. | Tadej Pogačar      | UAE Team Emirates          | 5h 19' 45" |
| 2. | Toms Skujiņš       | Lidl-Trek                  | + 2' 44"   |
| 3. | Maxim Van Gils     | Lotto Dstny                | + 2' 47"   |
| 4. | Thomas Pidcock     | Ineos Grenadiers           | + 3' 50"   |
| 5. | Matej Mohorič      | Bahrain Victorious         | + 4' 26"   |
| 6. | Benoît Cosnefroy   | Decathlon-AG2R La Mondiale | + 4' 39"   |
| 7. | Davide Formolo     | Movistar Team              | + 4' 41"   |
| 8. | Lenny Martinez     | Groupama-FDJ               | + 4' 48"   |
| 9. | Filippo Zana       | Team Jayco AlUla           | + 4' 49"   |
| 10. | Christophe Laporte | Team Visma \| Lease a Bike | + 5' 17"   |